# Wołodź
Wołodź (dawna nazwa Wołodż, w latach 1977–1981 Czechów) – wieś w Polsce wchodząca w skład sołectwa Siedliska położona w województwie podkarpackim, w powiecie brzozowskim, w gminie Nozdrzec. Leży w zakolu, nad prawym brzegiem Sanu.
W połowie XIX w. właścicielem posiadłości tabularnej Wołodź i Wola Wołodzka był Marceli Tarnawiecki.
Pod koniec XIX w. majątki w Wołodzi, Gdyczynie i Siedliskach kupił Franciszek Trzciński i był ich posiadaczem do 1939.
Od 1934 wieś podlegała pod Apostolską Administrację Łemkowszczyzny. W 1905 została zbudowana murowana cerkiew Podwyższenia Krzyża Świętego, w pobliżu miejsca, gdzie stała stara drewniana cerkiew z 1615, która spłonęła. Do 21 października 1935 była to cerkiew filialna parafii greckokatolickiej w Siedliskach, po tej dacie samodzielna parafia. W latach po II wojnie światowej po akcji „Wisła” i licznych wysiedleniach ludności wyznania greckokatolickiego za wschodnią granicę cerkiew stała opuszczona i w 1956 ją rozebrano.
Do obecnych czasów zachowała się murowana neogotycka kaplica grobowa Trzcińskich z 1905. Obiekt nie był używany przez żadne z wyznań religijnych, a po wielu latach niszczenia, stowarzyszenie Wrota Karpat Wschodnich podjęło się uporządkowaniu terenu wokół kaplicy, gdzie znajduje się także cmentarz z wieloma nagrobkami.
W latach 1975–1998 miejscowość administracyjnie należała do województwa krośnieńskiego.

## Demografia
- 1785 – 214 grekokatolików, 20 rzymskich katolików, 20 żydów
- 1840 – 278 grekokatolików
- 1859 – 249 grekokatolików
- 1879 – 714 grekokatolików
- 1899 – 733 grekokatolików
- 1926 – 818 grekokatolików
- 1936 – 855 grekokatolików, 12 rzymskich katolików, 2 protestantów, 10 żydów

## Galeria

Cmentarz greckokatolicki
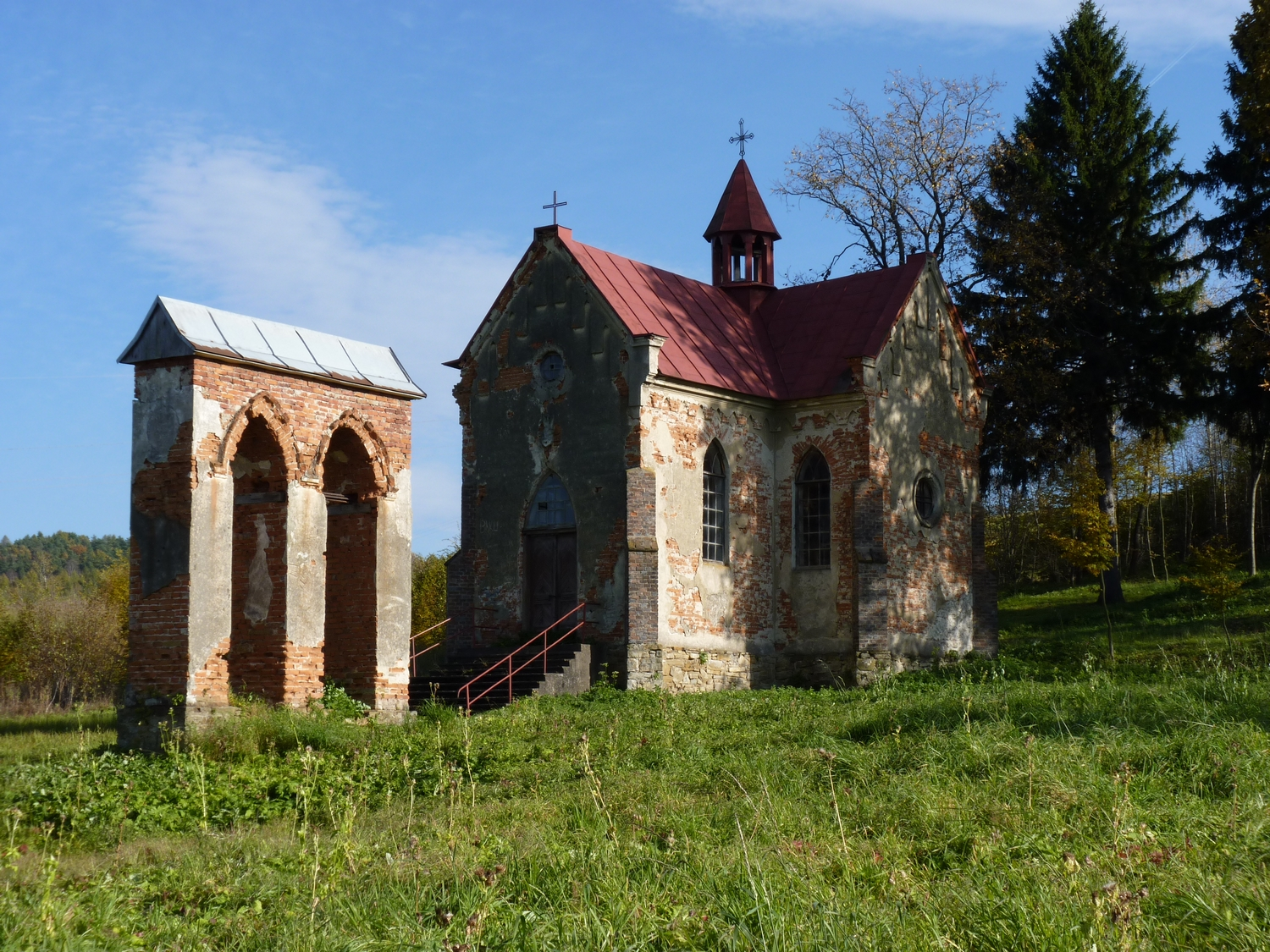
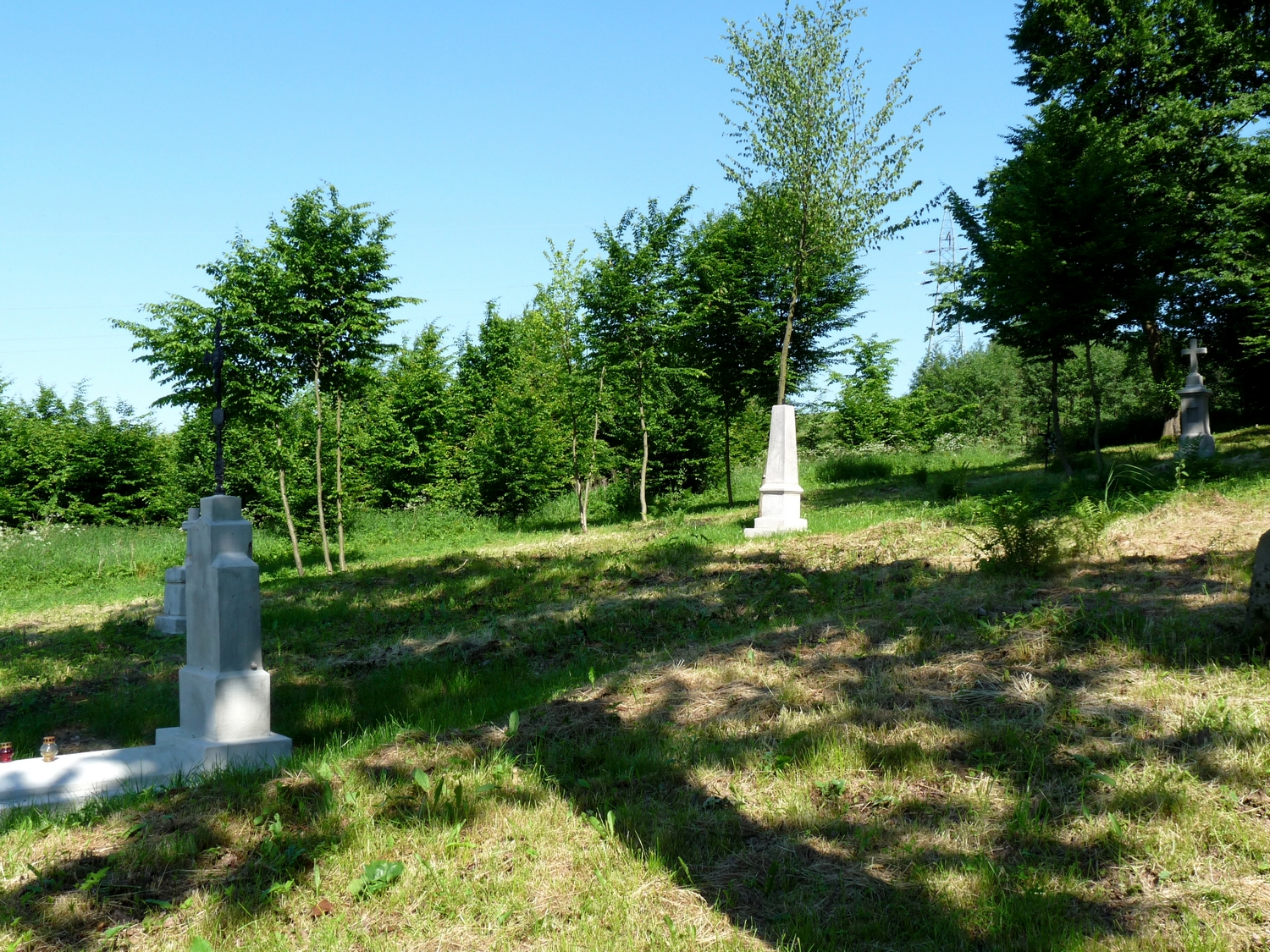
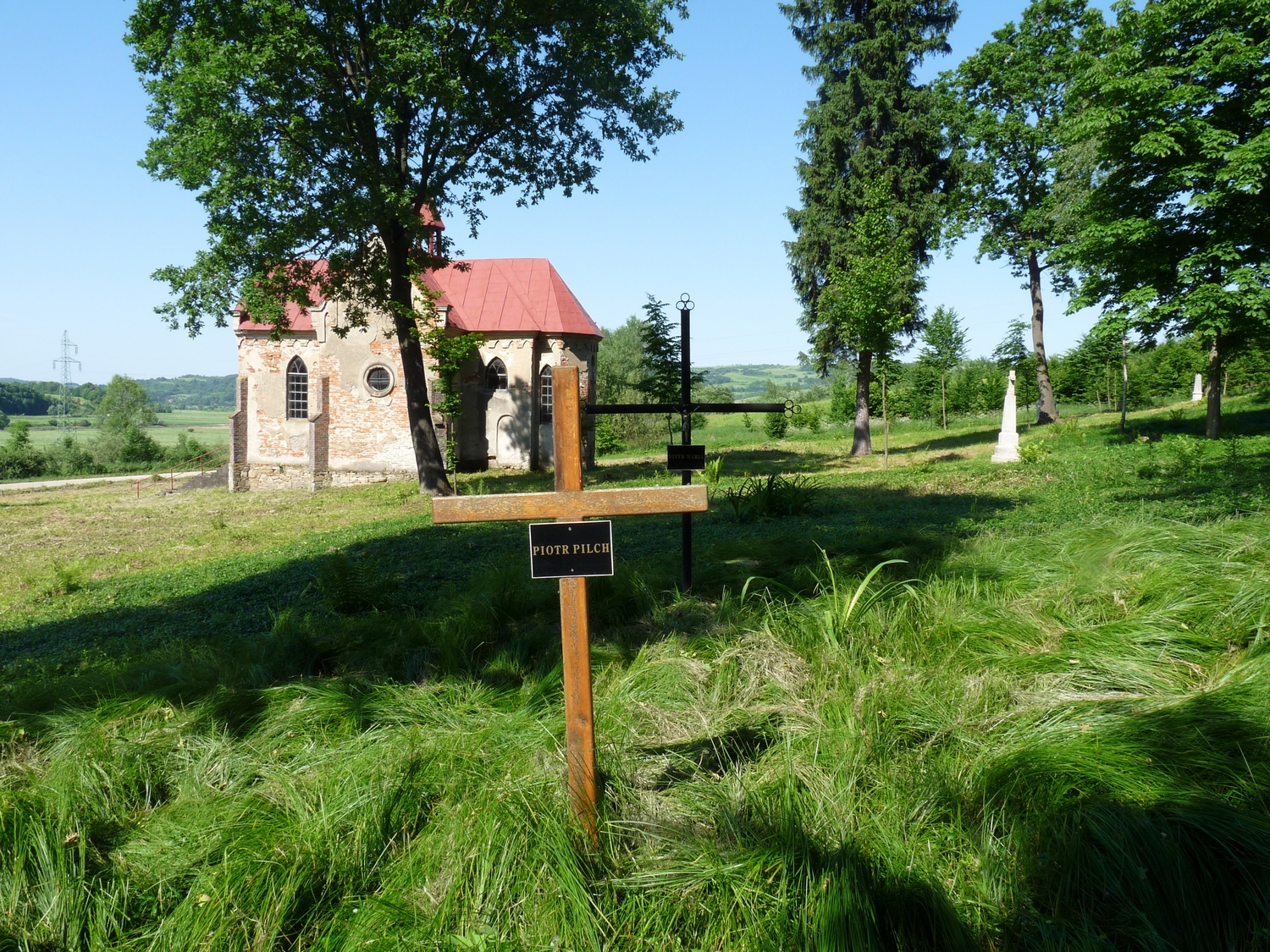